# Исторический центр Лимы
Исторический центр Лимы (исп. Centro histórico de Lima), внесённый в 1988 году в список Всемирного наследия ЮНЕСКО, является одной из главных достопримечательностей столицы Перу.

## Основание города
Город Лима был основан конкистадором Франсиско Писарро 18 января 1535 года и получил в тот момент название «Город королей» (исп. Ciudad de los Reyes). О происхождении современного названия города существуют по меньшей мере две версии. Согласно одной из них, название происходит от слов на языке аймара lima-limaq (что означает «желтый цветок»), согласно другой — от испанского произношение кечуанского слова rimaq (что означает «болтун»). То же самое слово также дало название протекающей через город реке Римак (в доминирующих диалектах кечуа произносится «р» вместо «л»). На первых картах Перу оба названия отображаются вместе.
Исторический центр города сформировался в эпоху испанского колониального господства XVI—XVIII веков и несёт характерные черты архитектурных стилей той эпохи.

## Лимские балконы

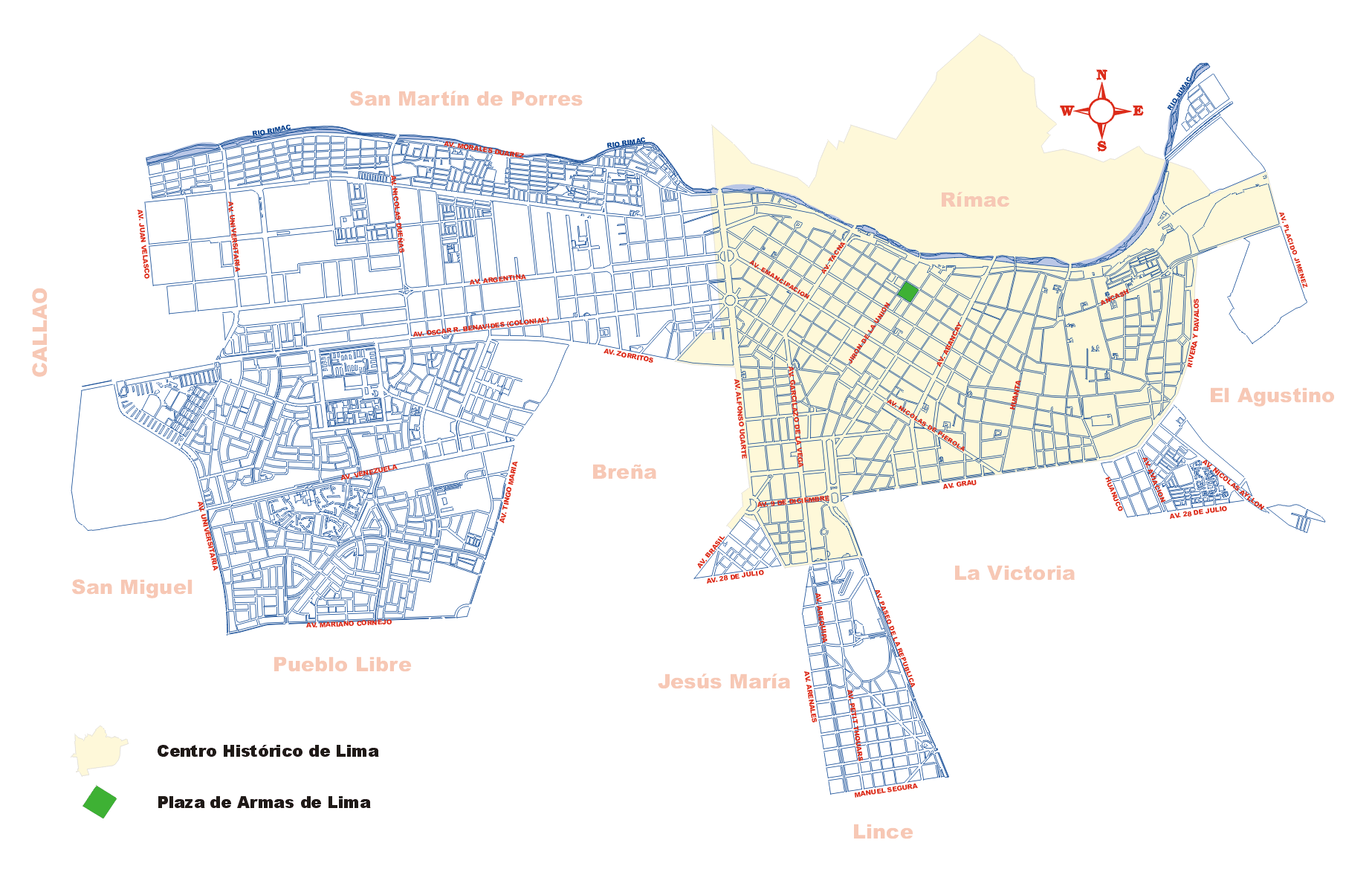
Карта исторического центра Лимы

Характерной деталью зданий центральной части Лимы являются балконы, число которых, по некоторым оценкам, превышает 1600. Обилие балконов создаёт неповторимый колорит этой части города. В целях сохранности внешнего вида балконов, муниципалитет Лимы привлекает к реставрационным работам компании-инвесторы, а также частных лиц.

## Основные достопримечательности

### Дворец архиепископа

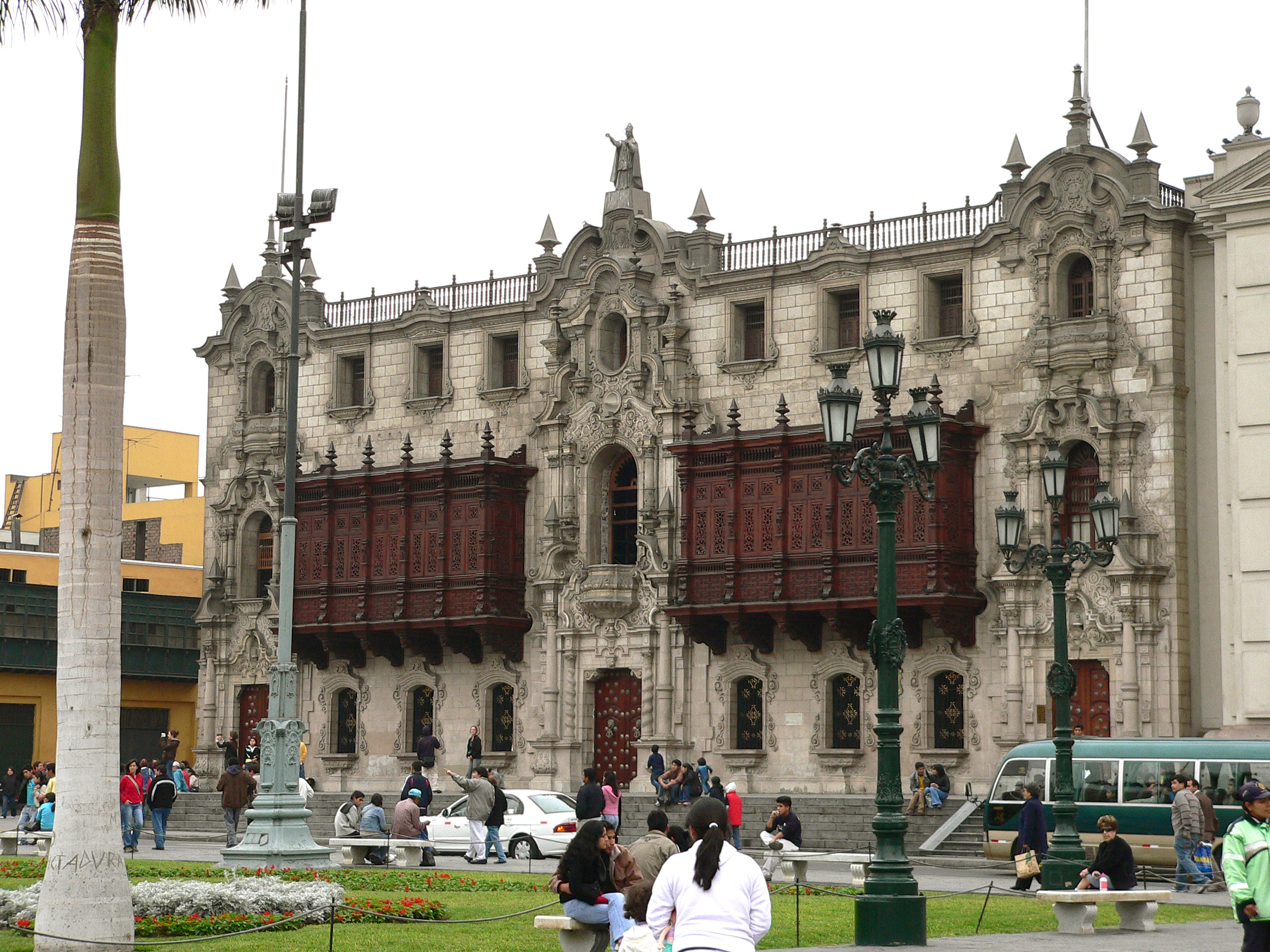
Дворец архиепископа на главной площади Лимы.

Дворец архиепископа на Пласа Майор — резиденция архиепископа Лимы и штаб-квартира архиепархии Лимы. Строительство первой большой церкви в городе началось в 1535 году. Святой Престол учредил католическую епархию в Лиме 14 мая 1541 года буллой Illuis fulciti praesidio папы римского Павла III, 16 ноября 1547 года она была возведена папой римским в достоинства митрополичьей архиепархии. Святой покровительницей Лимы и Перу в целом является Роза Лимская.
Нынешнее здание резиденции архиепископа 1924 года постройки является наглядным образцом неоколониального архитектурного стиля, распространённого в Лиме в начале двадцатого века.

### Музей итальянского искусства
Музей итальянского искусства является единственным художественным музеем Перу, где представлено европейское искусство. Собрание музея включает коллекции картин, скульптур, гравюр и керамических изделий работы итальянских художников начала XX века, а также коллекцию 35 картин современных итальянских художников.

### Дом Алиаги
Старейшее здание города, построено в 1535 году на месте древнего индейского святилища. Первым владельцем дома был конкистадор Херонимо де Алиага, знаменосец и казначей Франсиско Писарро, и до настоящего времени в этом доме живут только потомки Алиаги. Фасад здания выходит на Дворец правительства, бывшую резиденцию Писарро. Роскошные залы и внутренний дворик особняка выполнены в стиле, характерном для времён испанского владычества. В особняке проводятся различные культурные мероприятия. Особняк по-прежнему находится в частной собственности, но его можно посетить по предварительной договоренности с владельцами (плата за вход — около $11).

### Дом оидора
Одно из старейших зданий в городе, служило резиденцией оидора — главы Королевской аудиенсии, назначаемого испанским монархом. В отличие от аудиенсий в Европе, аудиенсии в Америке обладали не только судебной, но также законодательной и исполнительной властью; лишь канцлер аудиенсии обладал королевской печатью. Аудиенсии делили многие правительственные функции с вице-королями и генерал-капитанами испанских колоний, и служили органом надзора за лицами, занимающими эти должности. В аудиенсиях, находившихся в столицах вице-королевств и генерал-капитанств (т. н. «преторианских аудиенсиях», audiencias pretoriales), в частности, в Перу, вице-король или генерал-капитан являлся членом аудиенсии, но не имел права голоса в юридических вопросах.

### Дом Пилата
Одно из старейших зданий Лимы, построенное в 1590 году иезуитским священником Руис Портильо. Название ему дали приезжие испанцы, нашедшие это здание схожим с находящимся в Севилье Домом Пилата, который якобы представляет собой копию дворца Понтия Пилата.

### Дом Гойенече
Один из самых известных домов исторического центра города, построен в середине XVIII века. В архитектуре здания ощутимо влияние французского стиля, здание имеет многочисленные балконы, характерные для построек колониальной Лимы.

### Дом Рива-Агуэро
Дом был построен в XVIII веке семьёй Рива-Агуэро, последний представитель которой, маркиз Хосе де ла Рива-Агуэро-и-Осма (1885—1944), передал здание в дар Папскому католическому университету Перу. В настоящее время здание используется как штаб-квартира Института Рива-Агуэра, где расположены исторический архив и библиотека, и одновременно используется Музеем народного искусства Папского католического университета.

### Кафедральный собор

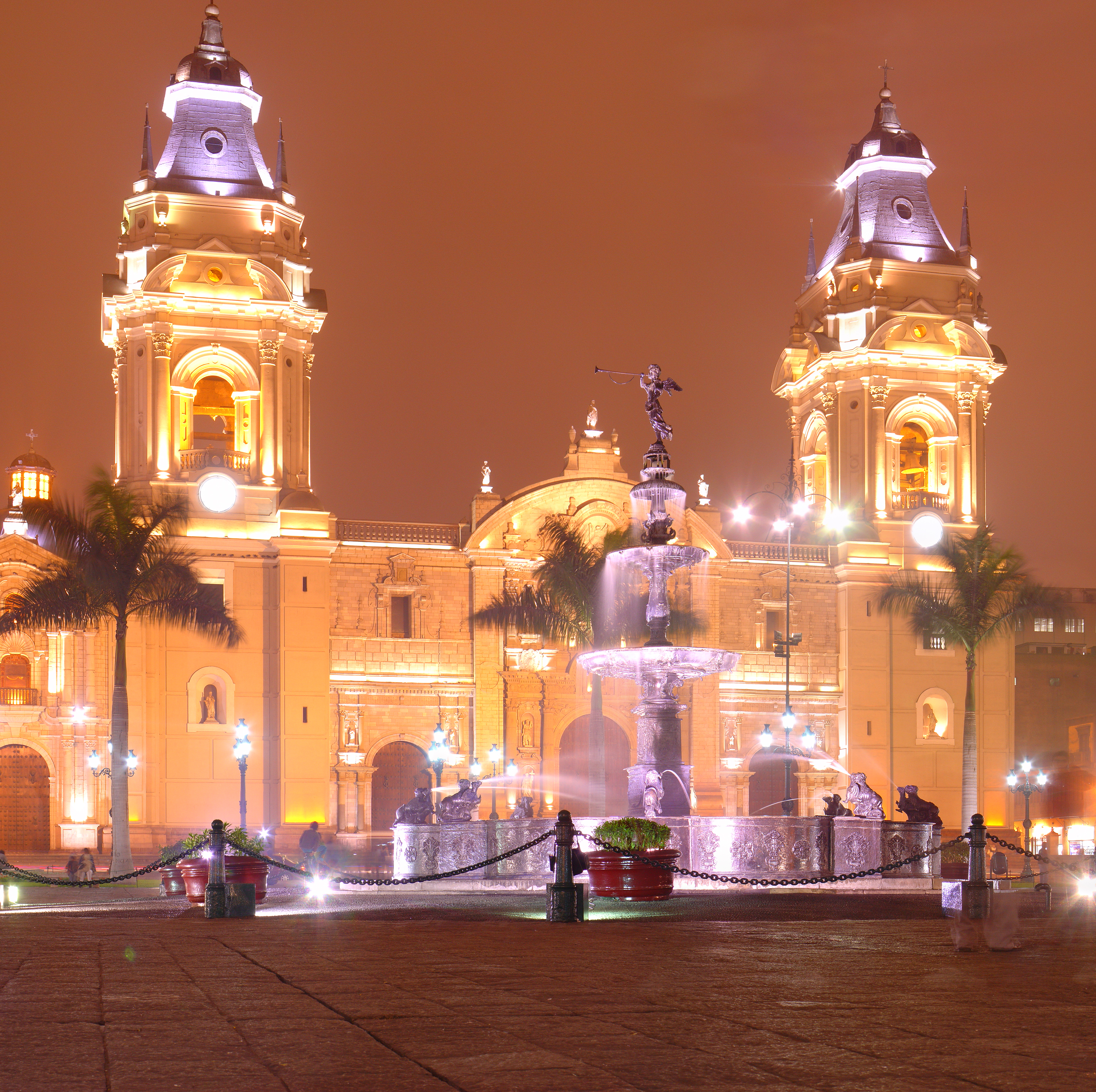
Кафедральный собор, вид ночью

Архитектура кафедрального собора Лимы несёт в себе несколько различных стилей — от готики до барокко эпохи Возрождения, с элементы эпохи Ренессанса. Это объясняется долгим строительством собора, а также многочисленными перестройками и реконструкциями производившимися различными архитекторами после землетрясений. Скамьи собора, а также скамейки хора, отличаются высочайшим качеством. Большой алтарь собора позолочен и украшен образами колониальной эпохи. В соборе захоронен прах Франсиско Писарро. Ежегодно, в месячник патриотизма, в соборе проходит молебен Te Deum в честь независимости страны от Испании. В 2005 году мэр Лимы инициировал проект внедрению новой системы освещения экстерьера собора.

### Дворец Торре-Талье

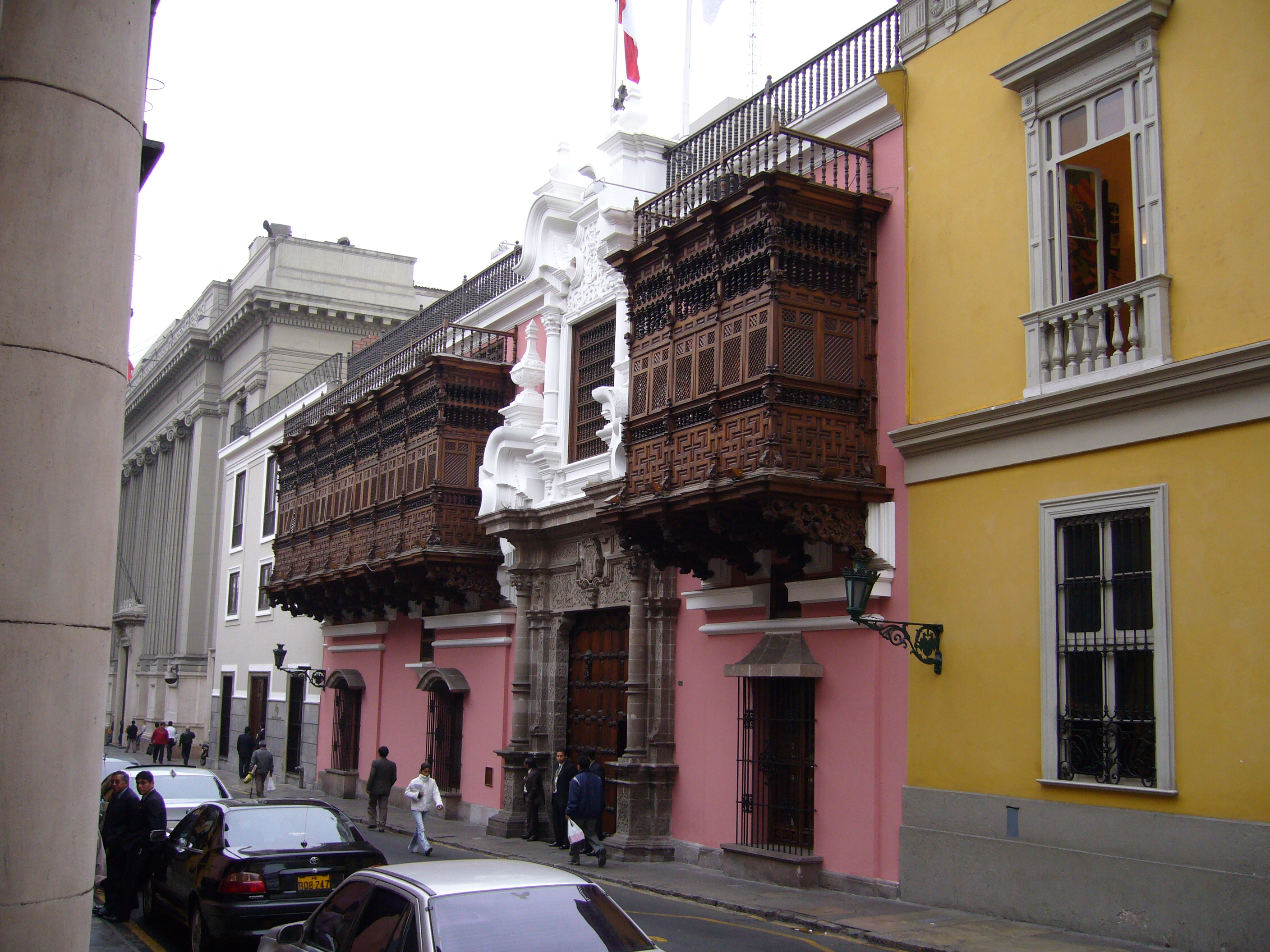
Фасад дворца Торре-Талье, нынешней резиденции министерства иностранных дел Перу

Дворец Торре-Талье является одним из наиболее значимых зданий, построенных в начале XVIII века. Первоначально он принадлежал дону Бернардине Хосе Талье Портокарреро, четвёртому и последнему маркизу Торре-Талье. В 1918 году дворец приобретён государством и с 1919 года используется в качестве штаб-квартиры Министерства иностранных дел Перу. Архитектура здания подчёркивает его самобытность, гармонично вписываясь в окружающую местность. Здание имеет крышу из резного камня и два балкона, которые являются подлинными жемчужинами времён «Города королей», сохранившимися в отличном состоянии.